# Cabeço
O Cabeço é uma localidade portuguesa localizada na freguesia de São Caetano, concelho da Madalena do Pico, ilha do Pico, arquipélago dos Açores.
Este povoado localiza-se próximo à localidade das Baixas, à localidade das Fontes, junto à elevação do Cabeço de São Mateus e do Valagão que com os seus 879 metros é a elevação de maior altitude nas próximidades. Junto a esta localidade passa o curso de água da Ribeira da Prainha.